# Quentalia umbrata
Quentalia umbrata är en fjärilsart som beskrevs av William Schaus. Quentalia umbrata ingår i släktet Quentalia och familjen silkesspinnare. Inga underarter finns listade.